# Paul Crauchet
Paul Crauchet (Besiers, Erau, 14 de juliol de 1920 - Ròcbaron, Var, 19 de desembre de 2012) va ser un actor francès.

## Biografia
No va participar en la Segona Guerra mundial, ja que havent nascut el 14 de juliol de 1920, no tenia 20 anys, edat legal per a ser mobilitzat, quan França capitula el juny de 1940. A continuació, refusa participar en el STO (servei del treball obligatori) instaurat pels alemanys. Participarà en algunes accions de la resistència, tot desplaçant-se per diverses ciutats.
En principi apassionat per l'aviació i el rugbi, Paul Crauchet descobreix la passió pel teatre als 23 anys. Instal·lat a París el 1945, segueix els cursos de Charles Dullin durant tres anys i debuta en l'escena l'any 1949. Treballa a continuació en la TNP amb Jean Vilar.
Apareix en el cinema l'any 1959 en la primera pel·lícula d'Éric Rohmer, El signe del lleó; a continuació, el 1962, en La guerra dels botons d'Yves Robert, però és amb Les grans cares de Robert Enrico, el 1965, quan hi destaca veritablement. Segueix una molt llarga carrera, en què treballa amb una plèiade de directors, com Alain Resnais, René Clément, Jacques Deray, Jean-Pierre Melville, i José Giovanni.
Durant la Guerra d'Algèria, Paul Crauchet participa en la xarxa Jeanson de suport al FLN. Detingut el 1r de març de 1960, compleix set mesos de presó abans de ser absolt, per falta de proves, en el sonat procés Jeanson.
Generalment, els cinèfils no recorden el seu nom, ja que no és gaire conegut del gran públic. Per contra, quan apareixia en una pel·lícula, el públic reconeixia l'actor, vist en un gran nombre de pel·lícules, i la seva silueta i la seva presència esdevenien familiars. El gran període de Paul Crauchet en el cinema se situa entre 1965 i 1980, en què participarà en un gran nombre de pel·lícules clàssiques del cinema francès.

## Teatre
- 1950: L'Équarrissage pour tous de Boris Vian, posada en escena d'André Reybaz, Théâtre des Noctambules
- 1952: La Puce à l'oreille de Georges Feydeau, posada en escena de Georges Vitaly, Théâtre Montparnasse
- 1953: L'Huitre et la Perle de William Saroyan, posada en escena de Jean-Pierre Grenier, Théâtre Fontaine
- 1956: Nemo d'Alexandre Rivemale, posada en escena de Jean-Pierre Grenier, Théâtre Marigny
- 1957: La Visite de la vieille dame de Friedrich Dürrenmatt, posada en escena de Jean-Pierre Grenier, Théâtre Marigny
- 1958: Cinq hommes et un pain d'Hermann Rossmann, posada en escena de Raymond Hermantier, Théâtre Hébertot
- 1958: Scènes de comédie d'Alain, posada en escena de François Maistre, Théâtre de Lutèce
- 1959: Le Carthaginois d'e Plaute, posada en escena de Daniel Sorano, Théâtre du Vieux-Colombier
- 1960: Barrage contre le Pacifique de Marguerite Duras, adaptació Geneviève Serreau, posada en escena de Jean-Marie Serreau, Studio des Champs-Élysées
- 1960: Hamlet de William Shakespeare, posada en escena de Philippe Dauchez, Maurice Jacquemont, Théâtre des Champs-Élysées
- 1960: Biedermann et les Incendiaires de Max Frisch, posada en escena de Jean-Marie Serreau, Théâtre de Lutèce
- 1961: Arlequin valet de deux maîtres de Carlo Goldoni, posada en escena d'Edmond Tamiz, Théâtre Récamier
- 1962: Biedermann et les Incendiaires de Max Frisch, posada en escena de Jean-Marie Serreau, Théâtre Récamier
- 1963: Les Officiers de Jakob Michael Reinhold Lenz, posada en escena de Jean Tasso, Théâtre Récamier
- 1963: La Femme sauvage ou le Cadavre encerclé de Kateb Yacine, posada en escena de Jean-Marie Serreau, Théâtre Récamier
- 1963: Les Viaducs de la Seine-et-Oise de Marguerite Duras, posada en escena de Claude Régy, Poche Montparnasse
- 1964: Troïlus et Cressida de William Shakespeare, posada en escena de Roger Planchon, Théâtre de l'Odéon
- 1964: Les Viaducs de la Seine-et-Oise de Marguerite Duras, posada en escena de Claude Régy, Poche Montparnasse
- 1965: Le Goûter des généraux de Boris Vian, posada en escena de François Maistre, Théâtre de la Gaîté-Montparnasse
- 1967: Tango de Sławomir Mrożek, posada en escena Laurent Terzieff, Théâtre de Lutèce
- 1969: Fin de carnaval de Josef Topol, posada en escena de Pierre Debauche, Théâtre des Amandiers
- 1970: Le Roi Lear de William Shakespeare, posada en escena de Pierre Debauche, Théâtre des Amandiers, Maison de la Culture du Havre
- 1971: Le Locataire de Joe Orton, posada en escena de Jacques Mauclair, Théâtre Moderne
- 1974: La Folle de Chaillot de Jean Giraudoux, posada en escena de Jean Deschamps, Théâtre du Midi, Théâtre de Nice
- 1974: Timon d'Athènes de William Shakespeare, posada en escena de Peter Brook, Théâtre des Bouffes du Nord
- 1978: Minamata and Co d'après Osamu Takahashi, posada en escena de Roger Blin, Théâtre de la Commune
- 1988: Mort d'un commis voyageur d'Arthur Miller, posada en escena de Marcel Bluwal, Théâtre national de l'Odéon, Théâtre de Nice

## Filmografia
Filmografia:

### Cinema
- 1951: Mestre després de Déu de Louis Daquin: un passatger jueu
- 1952: Llar perduda de Jean Loubignac: el noi del cafè
- 1955: La Banda a papa de Guy Lefranc: Max
- 1955: Sèrie negra de Pedra Foucaud
- 1958: La Moucharde de Guy Lefranc: el fotògraf
- 1959: El signe del lleó d'Éric Rohmer: Fred
- 1962: La guerra dels botons d'Yves Robert: Touegueule
- 1962: A flor de pell de Claude Bernard-Aubert: l'inspector
- 1964: Aurélia d'Anne Dastrée: Saturnin
- 1965: Les Grans Cares de Robert Enrico: Pélissier
- 1966: Revolta al Carib (Estouffade a la Caribe) de Jacques Poitrenaud: Valdés
- 1966: La guerra s'ha acabat d'Alain Resnais: Roberto
- 1966: Es crema París? de René Clément: el capellà
- 1967: El diumenge de la vida de Jean Herman: Poucier
- 1967: Els aventurers de Robert Enrico: l'assegurador
- 1968: Tia Zita de Robert Enrico: Dr. Bernard
- 1968: Ho! de Robert Enrico: Georges Briand
- 1969: Cartes de Stalingrad de Gilles Katz: el pianista
- 1969: La piscina de Jacques Deray: l'inspector Lévêque
- 1969: L'exèrcit de les ombres de Jean-Pierre Melville: Félix Lepercq
- 1970: Últim domicili conegut de José Giovanni: Jacques Loring
- 1970: El cercle vermell de Jean-Pierre Melville: el recaptador
- 1971: On ha anat Tom? de José Giovanni
- 1971: Els casats de l'any II de Jean-Paul Rappeneau: el fiscal
- 1971: Bof… Anatomie d'un livreur de Claude Faraldo: el pare
- 1971: Sense mòbil aparent de Philippe Labro: Francis Palombo
- 1972: Un flic de Jean-Pierre Melville: Morand
- 1972: L'Affaire Dominici de Claude Bernard-Aubert: el comissari
- 1973: Story of a Love Story de John Frankenheimer
- 1973: Les granges cremades de Jean Chapot: Pierre
- 1974: No tan dolent com això (Pas sí méchant que ça) de Claude Goretta: el borratxo
- 1974: Un núvol entre les dents de Marco Pico: Chavignac
- 1975: La Traque de Serge Leroy: Rollin
- 1975: Més enllà de la por de Yannick Andreï: l'inspector
- 1975: Història d'un policia (Flic Story) de Jacques Deray: Paul Robier
- 1978: Un intrús en el joc de Serge Leroy: l'amic pescador
- 1978: El beaujolais nouveau est arrivé de Jean-Luc Voulfow: Gaston, el patró del 1r pub
- 1978: Una papallona a l'espatlla de Jacques Deray: Raphael
- 1978: El testimoni de Jean-Pierre Mocky: el pare de Cathy
- 1978: Felicitat de Christine Pascal: el pare
- 1980: Bobo la tête de Gilles Katz: Dostoïevski
- 1981: La cara del llop de Michel Léviant: comissari Chailloux
- 1983: Els bancals d'Hervé Llebre: Antoine
- 1984: Llista negra d'Alain Bonnot: Pierre
- 1987: La bruta de Claude Guillemot: Yves Rodellec
- 1988: Conspiració per a un assassinat (To Kill a Priest) d'Agnieszka Holland: el pare d'Alec
- 1988: A dos minuts prop d'Éric El Hung: El metge Gallois
- 1989: Un estiu després de l'altre d'Anne-Casa Étienne: Pa
- 1990: La glòria del meu pare (La Gloire de mon père) d'Yves Robert: Mond de Parpaillouns
- 1990: El castell de la meva mare d'Yves Robert: Mond de Parpaillouns
- 1990: La puta del rei (The King's Whore) d'Axel Corti: el duc de Luynes
- 1991: El cop suprem de Jean-Pierre Sentier: Smoking
- 1992: Cal estimar Mathilde? d'Edwin Baily: Papy
- 1996: La Belle Verte de Coline Serreau: Osam
- 1995: Fast de Dante Desarthe: Pépé
- 2007: El Fils del épicier d'Éric Guirado: el pare Clément
- 2008: Finalment vídua d'Isabelle Mergault: Gaby
- 2009: Les Herbes boges d'Alain Resnais: el pacient 1

### Curts
- 1962: Le Lit de Marcel Gibaud
- 1963: Chroniques anachroniques de Bernard Deflandre
- 1983: Les Veufs de Patrick Dewolf: Louis
- 1984: Homicide by Night de Gérard Krawczyk
- 1992: Privé de vieillesse de Gaël Collon
- 1993: Pain perdu de Tiéri Barié
- 1994: Le Rhâdion de Jean-Pierre Biazotti
- 1995: Le Poids du ciel de Laurent Herbiet
- 2000: Le Centre du monde de Vivian Goffette: Jules
- 2008: Prélude de Pan de Miquèu Montanaro de Jean Giono

### Televisió
- 1956: Ivanov (telefilm): L'invitat 1
- 1956-1957: Énigmes de l'histoire (sèrie TV): Dossel
- 1962: Font-aux-cabres, de Jean Kerchbron (telefilm): Florès
- 1963: La caméra explore le temps - La vérité sur l'affaire du courrier de Lyon (sèrie TV): Durochat
- 1963: Le Scieur de long (telefilm): Marteroy
- 1964: Une fille dans la montagne (telefilm): el pare Barthe
- 1964: L'Auto rouge de Jacques Krier (telefilm): Paul
- 1965: Belphégor ou le Fantôme du Louvre de Claude Barma (sèrie TV): Gautrais
- 1965: Les Facéties du sapeur Camember (sèrie TV): Camember
- 1965: 22 avenue de la Victoire (fulletó TV): el sagristà
- 1966: Beaumarchais ou 60000 fusils (telefilm): Panis
- 1967: Quand la liberté venait du ciel (sèrie TV): Henri
- 1967: L'Affaire Lourdes de Marcel Bluwal (telefilm): el pare de Bernadette
- 1967: Tribunal de l'impossible (sèrie TV): Nicolas Flamel
- 1968: Le Crime de Lord Arthur Savile (telefilm): Parker
- 1968: La Grammaire (telefilm): Poitrinas
- 1969: D'Artagnan de Claude Barma (sèrie TV): Planchet
- 1971: La Maison des bois de Maurice Pialat (sèrie TV): Paul Gardy, el pare d'Hervé
- 1971: Bouvard et Pécuchet (telefilm): Pécuchet
- 1972: Irma la Douce (telefilm): el procurador
- 1973: Hilda Muramer (telefilm): Wolfgang
- 1973: On l'appelait Tamerlan (telefilm): Racha
- 1973: Héloïse et Abélard (telefilm): Pierre
- 1973: Les Trois Morts d'Émile Gauthier (telefilm): Émile Gauthier
- 1973: Le Mauvais (telefilm): Félix
- 1973: Le Jardinier (telefilm): Mathias
- 1974: L'Auberge de l'abîme (telefilm): Pailhan
- 1974 et 1978: Les Cinq Dernières Minutes de Claude Loursais (sèrie TV): Jérôme Lebugue / Régis
- 1976: Messieurs les Jurés d'André Michel (sèrie TV): el president
- 1976: Commissaire Moulin (sèrie TV): Cassius
- 1977: La Maison des autres (sèrie TV): l'oncle
- 1977: L'Enlèvement du régent: Le Chevalier d'Harmental de Gérard Vergez (telefilm): el regent
- 1977: Un été albigeois de Jean-Pierre Decourt (telefilm): Louis Maréchal
- 1978: Émile Zola ou la Conscience humaine de Stellio Lorenzi (sèrie TV): Scheurer-Kestner
- 1978: Les Cinq Dernières Minutes de Guy Lessertisseur (sèrie TV): Régis
- 1979: Le Troisième Couteau (telefilm): M. Paul
- 1980: Louis et Réjane (telefilm): Louis
- 1980: Cinéma 16 (sèrie TV): Louis
- 1980: La Pharisienne (telefilm): l'abat Calou
- 1980: Colline (telefilm): Jaume
- 1981: Électre (telefilm): el pedagog
- 1982: Paris-Saint-Lazare (sèrie TV): un home de la banda de Guérin
- 1983: L'Île bleue (telefilm): Ladislas
- 1984: Les Cerfs-volants (sèrie TV): Ambroise
- 1984: L'Agenda (telefilm): Gaspard
- 1985: Les Copains de la Marne (telefilm): Paul
- 1986: Julien Fontanes, magistrat (sèrie TV): el president Rondech
- 1987: Passe-temps (telefilm): el guardià del museu
- 1987: Les Enquêtes du commissaire Maigret, épisode: Un échec de Maigret de Gilles Katz (sèrie TV):
- 1987: Les Fortifs (telefilm): Germain
- 1989: Retour A Malaveil de Jacques Ertaud (de la sèrie Haute Tension): Pivolo
- 1989: Les Nuits révolutionnaires (fulletó TV): el cec
- 1991: La Vénus à Lulu: Pépé Laubépin
- 1992: Secret de famille (fulletó TV): Monsacré
- 1993: Jeux d'enfants: Pierre-Ange
- 1993: Les Maîtres du pain d'Hervé Baslé (fulletó TV): la fatiga
- 1994: Les Derniers Jours de la victime de Bruno Gantillon (telefilm)
- 1994: Le Fils du cordonnier (fulletó TV): doctor Gaudeul
- 1996: Les Allumettes suédoises (fulletó TV): Pépé
- 1997: Une soupe aux herbes sauvages: el pare Magloire
- 1997: Parisien tête de chien: Monsieur Billot
- 1997: Rideau de feu: Yvon
- 1997: Entre terre et mer d'Hervé Baslé (fulletó TV): Charles
- 1999: Dessine-moi un jouet: el mendicant
- 2001: Le Marathon du lit: Simon
- 2002: Le Champ dolent, le roman de la terre d'Hervé Baslé (fulletó TV): Jules
- 2003: À cran d'Alain Tasma: Charles
- 2004: La vie est si courte
- 2006: Les Vauriens: Favart adult
- 2008: Adieu de Gaulle, adieu de Laurent Herbiet: el vell jardiner
- 2011: La Très Excellente et Divertissante Histoire de François Rabelais d'Hervé Baslé (telefilm): el papa

### Narracions
- 1964: Els Idoles (curt) de Marí Karmitz: el narrador
- 1966: La Moselle, un riu per Europa (curt) de Robert Ménégoz i Monique Capella: el narrador